# Scalettahütte
Die Scalettahütte (ital. Capanna Scaletta) ist eine Berghütte des Tessiner Alpenclubs (ital. Società Alpinistica Ticinese SAT) und Eigentum der Sektion Lukmanier (ital. Sezione Lucomagno).

## Beschreibung
Die Hütte befindet sich auf einer Höhe von 2205 m am westlichen Eingang zur Hochebene der Greina, unweit des Greinapasses (2354 m). Sie verfügt über 56 Schlafplätze in drei Zimmern, davon 16 Plätze in der alten Hütte, die das ganze Jahr geöffnet ist. Sie liegt auf dem Gebiet der Gemeinde Blenio, im Val Camadra, oberhalb des Bleniotales im Kanton Tessin und ist Ausgangspunkt für zahlreiche Wanderungen und Bergtouren. 
Sie wurde 1995 erbaut und 2008/09 mit einem Anbau mit Flachdach erweitert. Die alte Wetterschutzhütte wurde 1948 erbaut und war damals im Eigentum der Schweizer Armee.

## Zugang
Im Sommer vom Parkplatz auf Pian Geirètt (2000 m) in 1 Stunde, von Ghirone entlang des Val Camadra in 2,5 Stunden und im Winter von Ghirone in 3 Stunden.

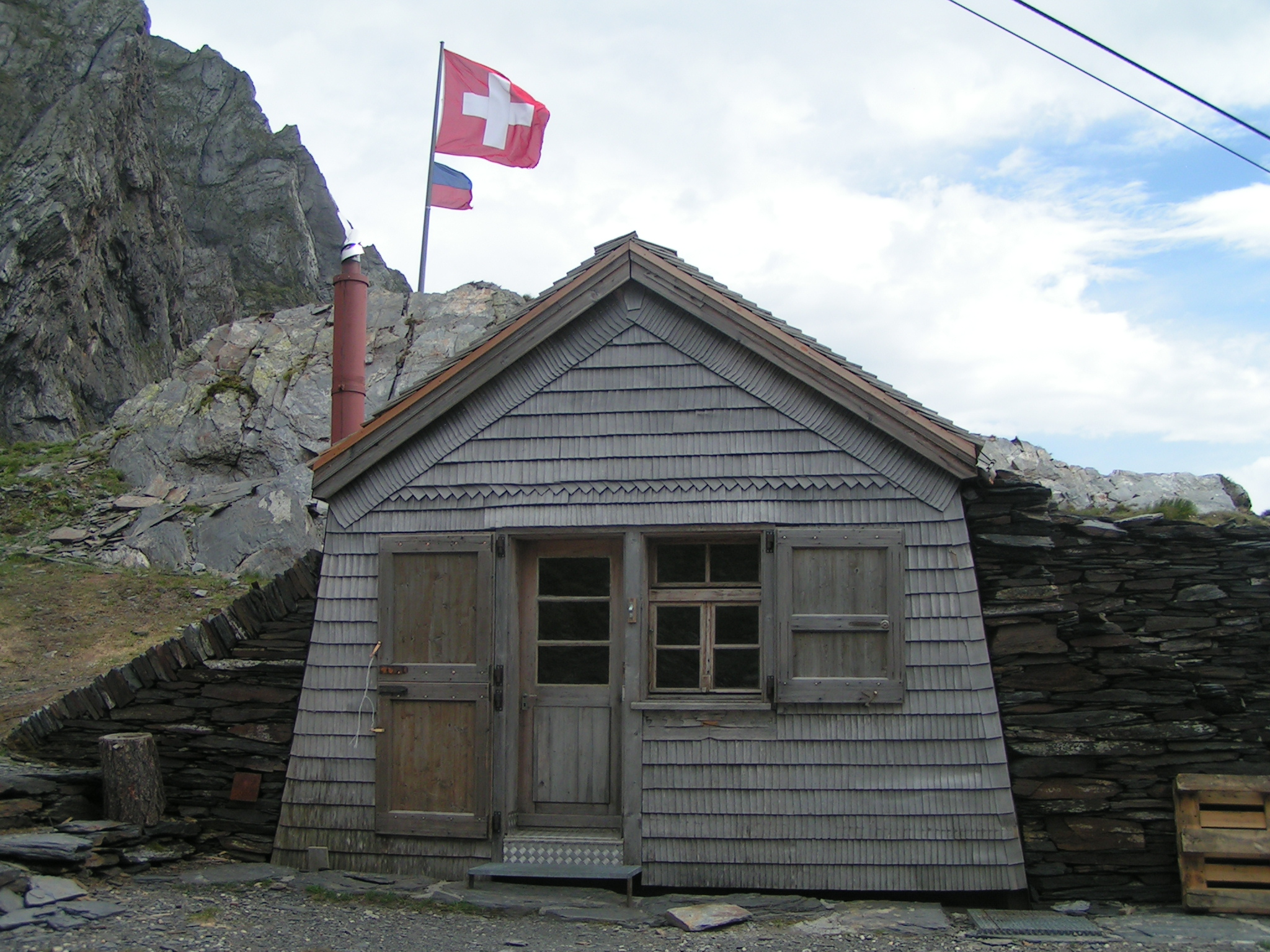
Alte Hütte, 1948 erbaut

## Tourenmöglichkeiten

### Gipfel
- Piz Medel 3210 m, 5 Stunden
- Piz Vial 3168 m, 4 Stunden
- Piz Gaglianera 3121 m, 4 Stunden

### Übergänge
- Motterasciohütte 2172 m, 2,5 Stunden
- Terrihütte, Greina-Hochebene, 2170 m, 2,5 Stunden
- Camona da Medel 2524 m, über die Fuorcla Sura da Lavaz, 4 Stunden (weiss-blau weiss markierte Alpine Route)
- Bovarinahütte 1870 m, über den Uffiernpass, 5 Stunden